# Cláudio Manuel (Mariana)
Cláudio Manuel é um distrito do município brasileiro de Mariana, no interior do estado de Minas Gerais. Segundo o censo demográfico de 2022, realizado pelo Instituto Brasileiro de Geografia e Estatística (IBGE), sua população era de 1 006 habitantes e havia 401 domicílios particulares permanentes ocupados. Possui área de 133,83 km² conforme a Fundação João Pinheiro (FJP). Foi criado pela lei provincial nº 3.798 de 16 de agosto de 1889.
Dista 46 km do distrito-sede. Faz fronteira com os distritos de Águas Claras, Santa Rita Durão, Camargos, Monsenhor Horta e Furquim, e com os municípios de Alvinópolis, Catas Altas e Barra Longa. Seu nome é uma homenagem ao poeta árcade e um dos idealizadores da Conjuração Mineira Cláudio Manuel da Costa.

## História

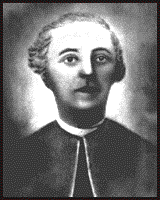
Claudio Manuel da Costa, advogado e poeta que dá nome ao distrito.

O povoado foi fundado em 1704. Tornou-se distrito pela lei provincial nº 209 de 16 de agosto de 1889, então com o nome de Boa Vista. Passou a ter sua denominação atual, Claudio Manuel, por meio da lei estadual nº 843 de 7 de setembro de 1923.
Seu nome é uma homenagem ao poeta árcade e um dos idealizadores da Conjuração Mineira Cláudio Manuel da Costa.

## Práticas culturais
O distrito mantém suas tradicionais festas religiosas ao longo do ano, como a festa do seu padroeiro São Sebastião, com a tradicional corrida dedicada ao santo, a Festa de São José, Semana Santa e o Mês de Maria.

## Demografia
De acordo com o IBGE, em 2010 a população era de 1 161 habitantes e havia 612 domicílios particulares.